# Кормовая единица
Кормовая единица — единица измерения питательности сельскохозяйственных кормов, использовавшаяся в СССР и в настоящее время используемая в России. Была разработана в РСФСР под руководством Еллия Богданова, профессора Московского сельскохозяйственного института, Комиссией зоотехнического учёного совета Наркомзема РСФСР в 1922—1923 годах.

## Определение
Измерение питательности кормов в разных странах
В Германии и Великобритании для измерения питательности кормов в большей степени использовался так называемый крахмальный эквивалент — количество крахмала, которому по жироотложению соответствуют 100 кг корма. Между собой крахмальный эквивалент и кормовая единица соотносятся следующим образом: 1 кормовая единица = 0,6 крахмального эквивалента.
В странах Северной Европы для измерения питательности корма используется кормовая единица, соответствующая питательности 1 кг среднего сухого ячменя обыкновенного (Hordeum vulgare) — так называемая «скандинавская кормовая единица».
В США используется единица «терм», которая соответствует 1 Мкал (1000 ккал) «чистой» (физиологически полезной животному) энергии.
Одна кормовая единица (к.е.) соответствует питательности 1 кг среднего сухого овса посевного (Avena sativa). Питательность одной кормовой единицы, если её определять по жироотложению у крупного рогатого скота, равна 150 г (1414 ккал).
Количество питательных веществ, необходимое животным для нормального развития, здоровья и обеспечения высокой продуктивности, — «кормовые нормы» — рассчитываются в кормовых единицах.

## Кормовая питательность кормов

### Основные корма
1 кг корма соответствует следующему количеству кормовых единиц:
- соя сухая — 1,38
- кукуруза сухая — 1,34
- бобы сухие — 1,29
- зерно тритикале — 1,24
- соевый шрот — 1,19
- горох сухой — 1,17
- ячмень обыкновенный — 1,13
- кукуруза в початках — 1,12
- жмых подсолнечный — 1,07
- пшеница — 1,06
- люпин — 1,04
- отруби пшеничные — 0,72
- картофель — 0,31
- зелёная масса тритикале  — 0,30
- эспарцет — 0,25
- свёкла сахарная — 0,24
- солома пшеничная — 0,22
- трава люцерновая и луговая — 0,19-0,22
- морковь посевная — 0,14
- тыква обыкновенная — 0,12
- свёкла кормовая — 0,11
- жом свекольный — 0,10
- кабачок — 0,07[1][2]

### Сено
Сено по своей питательности разделяют на несколько групп.
- Первая группа (высокая питательность): на 1 кг сена — 0,6-0,75 кормовых единиц. Сено получено из трав, которые находились большей частью в пастбищной спелости. Некоторые растения: волоснец сибирский, костёр безостый, люцерна посевная, лядвенец рогатый.
- Вторая группа (хорошая питательность): на 1 кг сена — 0,5-0,6 кормовых единиц. Сено получено из трав, которые находились большей частью в фазе колошения, вымётывания, бутонизации. Некоторые растения: клевер белый, клевер красный, козлятник восточный, люпин белый, люцерна жёлтая, могар, пайза, полевица, суданская трава, тимофеевка луговая, эспарцет виколистный.
- Третья группа (средняя питательность): на 1 кг сена — 0,45-0,5 кормовых единиц. Сено получено из трав, которые находились в фазе цветения. Некоторые растения: вика яровая, донник белый, житняк, канареечник тростниковидный, лисохвост луговой, люпин узколистный, люцерна синяя, овсяница красная, райграс пастбищный, рожь озимая, сераделла, соя, чина посевная.
- Четвёртая группа (удовлетворительная питательность): на 1 кг сена — 0,45-0,5 кормовых единиц. Сено получено из трав, которые находились в фазе окончания цветения и начала плодоношения. Некоторые растения (большей частью это злаки):  донник белый, ежа сборная, житняк гребневидный, крапива двудомная, окопник шершавый, прутняк, пырей ползучий, рожь многолетняя, сорго зерновое, чумиза, ячмень луковичный[3].

## Кормовая эффективность
В странах Северной Европы введен индекс экономии корма КРС. Известно, что 88 % издержек молочного хозяйства составляют затраты на корм. Известно, что крупные коровы едят больше, чем небольшие, — им требуется больше корма для поддержания жизни. Это также означает, что с точки зрения эффективности корма небольшие коровы используют меньше корма с большей эффективностью. В реальной жизни эффективность выглядит так: дочери двух быков с разницей в 20 единиц индекса будут иметь разницу в потреблении сухого вещества, составляющую от 60 до 80 кг за одну лактацию.